# Pauls Toutonghi
Pauls Toutonghi (* 4. Juli 1976 in Seattle) ist ein US-amerikanischer Autor.

## Leben
Pauls Toutonghi wurde als Sohn einer lettischen Mutter und eines ägyptischen Vaters mit syrischen Wurzeln in den USA geboren. Nachdem er an der Cornell University seinem Doktor in englischer Literatur gemacht hatte, zog er von Brooklyn nach Portland (Oregon). Er unterrichtet am dortigen Lewis & Clark College. Toutonghi ist Vater von Zwillingen.
Pauls Toutonghi veröffentlichte seine Werke u. a. in Sports Illustrated, der New York Times, Granta und dem Book Magazine. Für seine Kurzgeschichte Regeneration, die in der Boston Review erschienen war, erhielt er 2000 einen Pushcart Prize. 2006 veröffentlichte er seinen ersten Roman Red Weather.

## Werke
- Die Geschichte von Yuri Balodis und seinem Vater, der eigentlich Country-Star war. (Red Weather), dt. von Eva Bonné, Rowohlt, Berlin 2009, ISBN 978-3-87134-634-7
- Die Sphinx von Montana. (Evel Knievel days), dt. von Eva Bonné, Rowohlt, Berlin 2013, ISBN 978-3-87134-745-0
- Hund verzweifelt gesucht: die wahre Geschichte einer Familie auf der Suche nach ihrem besten Freund. (Dog gone), dt. von Elisabeth Liebl, Knaur, München 2016, ISBN 978-3-426-65582-5